# Alicia Wyndham, Condessa de Egremont
Alicia Maria Wyndham (nascida Alicia Maria Carpenter; c. 1726 – 1 de junho de 1794) foi uma nobre britânica. Ela foi condessa de Egremont pelo seu casamento com Charles Wyndham, 2.º Conde de Egremont. Seu segundo marido foi o embaixador alemão, o conde Hans Moritz von Brühl. Ela foi Senhora da Câmara da rainha Carlota de Meclemburgo-Strelitz de 1764 a 1794.

## Família
Alicia foi a única filha de George Carpenter, 2.º Barão Carpenter de Killaghy, título do Pariato da Irlanda, que era membro do Parlamento e tenente-coronel do exército, e de Elizabeth Petty.
Os seus avós paternos eram George Carpenter, 1.º Barão Carpenter de Killaghy e Alice Caulfeild. Os seus avós maternos eram David Petty e Mary Crokes.
Alicia tinha apenas um irmão mais novo, George Carpenter, 1.º Conde de Tyrconnell, marido de Frances Clifton.

## Biografia

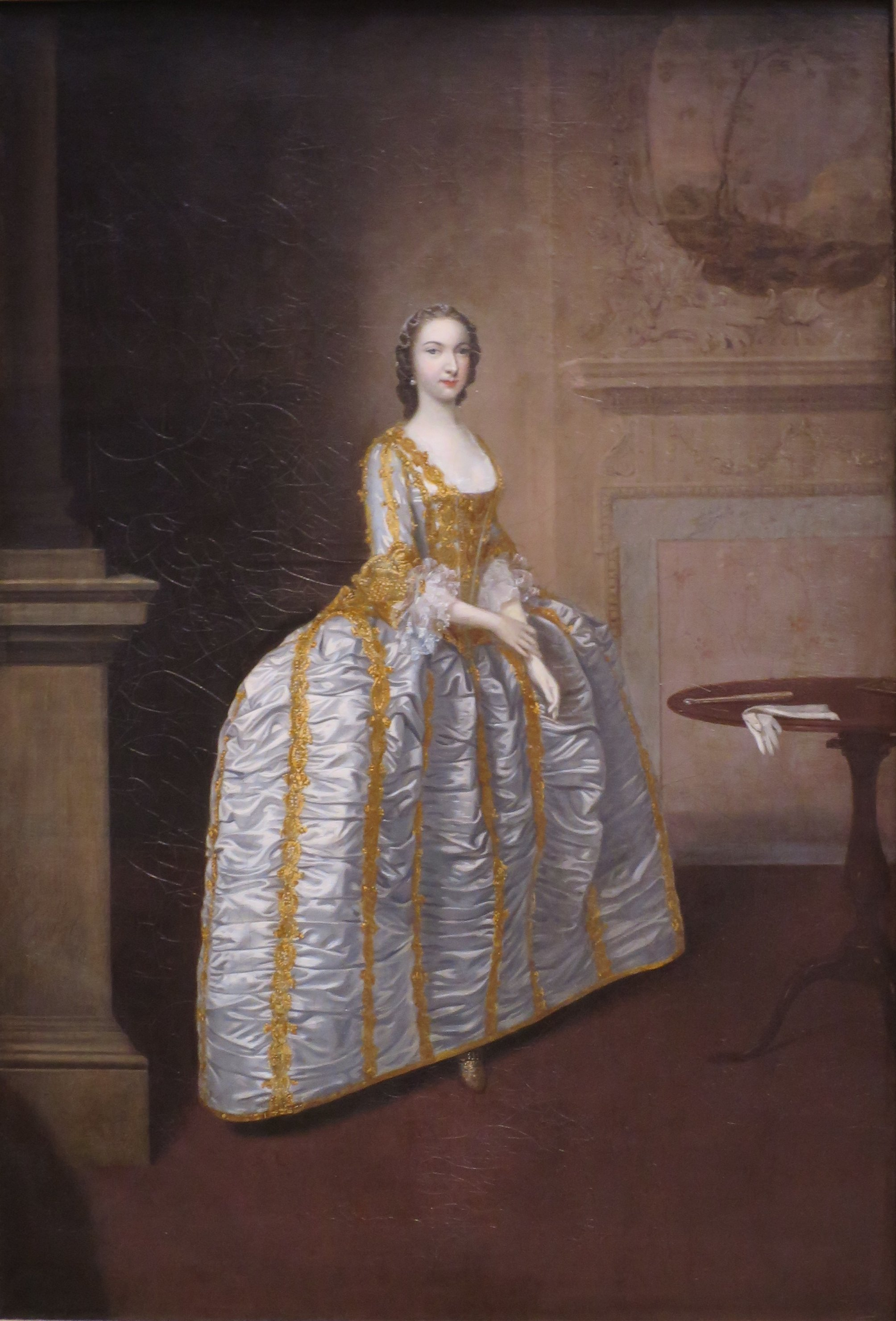
Alicia em 1745 por Arthur Devis; presente em Fine Arts Museums of San Francisco.

Alicia se casou com Charles Wyndham, 2.º Conde de Egremont, no dia 12 de março de 1750. A noiva tinha cerca de 24 anos, e o noivo tinha 39. Ele era o filho mais velho de Sir William Wyndham, 3.º Baronete e de Catherine Seymour, sendo, portanto, um descendente de Catarina Grey (irmã da rainha dos nove dias, Joana Grey) e de seu segundo marido Eduardo Seymour, 1º Conde de Hertford, que por sua vez era sobrinho da rainha Joana Seymour, a terceira esposa do rei Henrique VIII de Inglaterra, e mãe de Eduardo VI de Inglaterra. O conde de Egremont foi Secretário de Estado.
A partir de 1761, a condessa de Egremont passou a ocupar a posição de Senhora da Câmara (Lady of the Bedchamber) para a rainha Carlota de Meclemburgo-Strelitz, esposa do rei Jorge III da Grã-Bretanha. Ela permaneceu como dama de companhia da rainha até a sua morte, em 1794.
Em 21 de agosto de 1763, Alicia ficou viúva. Alicia e Charles tiveram seis filhos. Alguns anos depois, em 6 de junho de 1767, ela se casou com o conde Hans Moritz von Brühl, diplomata e astrônomo alemão, que era conhecido como João Maurício, Conde de Brühl, em Londres. Os dois tiveram uma filha, Harriet. Ela foi nomeado embaixador extraordinário da Corte de São Jaime, em 1764. Hans Moritz tinha sido ensinado em Leipzig, na Saxônia, pelo moralista alemão favorito da rainha Carlota, Christian Fürchtegott Gellert, além de compartilhar do fascínio do rei Jorge III por cronometragem.

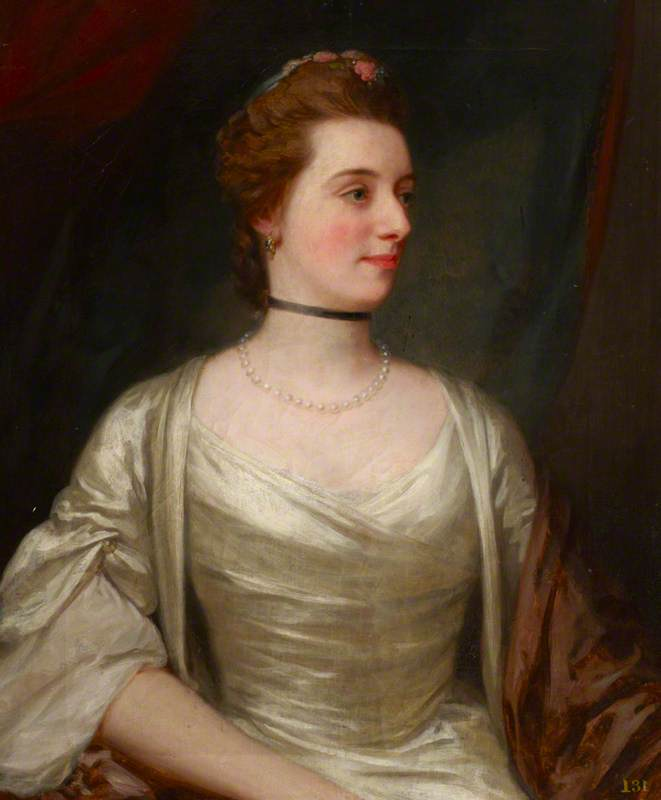
Retrato da condessa de Egremont feito em 1799, após sua morte, por Thomas Phillips, parte da coleção da National Trust.

Alicia Maria faleceu em 1 de junho de 1794, com aproximadamente 68 anos de idade. Ela foi sepultada no Cemitério da Virgem Maria, na vila de Harefield, em Hillingdon, na região da Grande Londres. Seu viúvo se casou novamente em 1796, com Mary Chowne.
Algumas de suas correspondências sobreviveram e estão guardadas em coleções na Inglaterra e na Escócia, como uma carta escrita em 1777 pela condessa de Egremont endereçada ao Lorde Harrowby.

## Descendência
De seu primeiro casamento:
- George Wyndham, 3.º Conde de Egremont (18 de dezembro de 1751 – 11 de novembro de 1837), coronel do exército, foi um agricultor que possuía muitas terras na Inglaterra e Irlanda, e investidor na área. Foi casado com Elizabeth Ilive de quem foi amante antes do casamento, com quem teve seis filhos, e também foi amante de Eliza Fox, com quem teve quatro filhos. Além delas, teve 15 amantes no total, incluindo Rosalie Duthé, além de mais de 40 filhos ilegítimos que viviam em Petworth House.
- Elizabeth Alicia Maria Wyndham (29 de novembro de 1752 – 10 de fevereiro de 1826), foi esposa de Henry Herbert, 1. Conde de Carnarvon, com quem teve seis filhos. Foi Senhora da Câmara da rainha Carolina de Brunsvique de 1795 a 1821.
- Frances Wyndham (9 de julho de 1755 – 15 de janeiro de 1795), foi casada com Charles Marsham, 1.º Conde de Romney, à época Barão de Romney, com quem teve quatro filhos.
- Percy Charles Wyndham (3 de setembro de 1757 – 5 de agosto de 1833), foi secretário das Cortes de Barbados. Não se casou e nem teve filhos.
- Charles William Wyndham (8 de outubro de 1760 – 8 de junho de 1828), foi marido de Anna Barbara Frances Villiers, mas não teve filhos.
- William Frederick Wyndham (6 de abril de 1763 – 11 de fevereiro de 1828), foi o embaixador britânico da Toscana de 1794 a 1814. Foi primeiro casado com Frances Mary Harford, com quem teve cinco filhos, e depois foi marido de Julia de Smorzewska, Condesas de Spyterki, e teve mais dois filhos.

De seu segundo casamento:
- Harriet Brühl (m. 19 de agosto de 1853), esposa do escocês Hugh Hepburne-Scott, 6.º Senhor Polwarth, com quem teve cinco filhos.